# México na Copa do Mundo FIFA de 2010
A Seleção Mexicana de Futebol é uma das 32 participantes da Copa do Mundo FIFA de 2010, realizada na África do Sul. Ele se classificou para o torneio após estar em segundo lugar no processo qualificatório da Concacaf, e ficando atrás dos Estados Unidos por uma diferença de um ponto.
O sorteio colocou o México no Grupo A juntamente com África do Sul, França e Uruguai. O primeiro jogo da equipe mexicana foi responsável pela abertura do torneio em 11 de junho contra os anfitriões no estádio Soccer City, A inauguração contou com a presença de 84 490 espectadores e terminou com um fádigo empate de 1–1. Mais tarde, vencera a França por 2–0 e depois perdeu para o Uruguai por um magro 1–0, se qualificando para a fase eliminatória no saldo de gols (+1), como a África do Sul alcançou a mesma pontuação (4 pontos), mas foi eliminada com menor diferença de gols (–2).
A seleção mexicana teve que enfrentar a Argentina nas oitavas, a mesma seleção que deixou no mundo Alemanha 2006, o jogo terminou com uma derrota 3:1, com dois gols Carlos Tévez, a Gonzalo Higuaín e o objetivo da mexicano Javier Hernández e terminando no número 14 no torneio e adicionando 24 anos sem acesso a quartas de final desde hospedado no México 1986.

## Jogadores
Os dados correspondem à situação anterior ao início do torneio.
| #  | Nome                | Posição        | Idade          | J na Sel       | Clube               |
| -- | ------------------- | -------------- | -------------- | -------------- | ------------------- |
| 1  | Oscar Pérez         | Portero        | 37             | 49             | Jaguares            |
| 2  | Francisco Rodríguez | Defensa        | 28             | 45             | PSV Eindhoven       |
| 3  | Carlos Salcido      | Defensa        | 30             | 70             | PSV Eindhoven       |
| 4  | Rafael Márquez [a]  | Defensa        | 31             | 88             | FC Barcelona        |
| 5  | Ricardo Osorio      | Defensa        | 30             | 74             | VFB Stuttgart       |
| 6  | Gerardo Torrado [a] | Mediocampista  | 31             | 112            | Cruz Azul           |
| 7  | Pablo Barrera       | Mediocampista  | 22             | 17             | UNAM                |
| 8  | Israel Castro       | Mediocampista  | 29             | 27             | UNAM                |
| 9  | Guillermo Franco    | Delantero      | 33             | 20             | West Ham United     |
| 10 | Cuauhtémoc Blanco   | Delantero      | 37             | 112            | Veracruz            |
| 11 | Carlos Vela         | Delantero      | 21             | 24             | Arsenal FC          |
| 12 | Paul Aguilar        | Defensa        | 24             | 7              | Pachuca             |
| 13 | Guillermo Ochoa     | Portero        | 24             | 36             | América             |
| 14 | Javier Hernández    | Delantero      | 21             | 8              | Guadalajara         |
| 15 | Héctor Moreno       | Defensa        | 22             | 7              | AZ Alkmaar          |
| 16 | Efraín Juárez       | Defensa        | 22             | 16             | UNAM                |
| 17 | Giovani dos Santos  | Mediocampista  | 22             | 23             | Galatasaray         |
| 18 | Andrés Guardado     | Mediocampista  | 23             | 52             | Deportivo La Coruña |
| 19 | Jonny Magallón      | Defensa        | 28             | 50             | Guadalajara         |
| 20 | Jorge Torres Nilo   | Defensa        | 22             | 6              | Atlas               |
| 21 | Adolfo Bautista     | Delantero      | 31             | 31             | Guadalajara         |
| 22 | Alberto Medina      | Mediocampista  | 27             | 53             | Guadalajara         |
| 23 | Luis Ernesto Michel | Portero        | 30             | 3              | Guadalajara         |
| T  | Javier Aguirre      | Javier Aguirre | Javier Aguirre | Javier Aguirre | Javier Aguirre      |